# Biserica Duminica Tuturor Sfinților din Părhăuți
Biserica „Duminica Tuturor Sfinților” din Părhăuți este o biserică ctitorită în anul 1522 de către marele logofăt Gavriil Trotușan în satul Părhăuți din comuna Todirești (județul Suceava). Ea a fost construită în locul alteia mai vechi.
Biserica „Duminica Tuturor Sfinților” din Părhăuți a fost inclusă pe Lista monumentelor istorice din județul Suceava din anul 2015, la numărul 313, având codul de clasificare  SV-II-m-A-05580.

## Istoric

### Ctitorirea
Satul Părhăuți se află la 15 km nord-vest de municipiul Suceava, pe drumul spre localitatea Cacica. Unii cercetători susțin că denumirea satului provine de la numele unui dintre primii săi locuitori, Harpa, la care s-a adăugat suficul -ouți. Satul s-ar fi numit inițial Harpouți, iar prin metateză denumirea s-a schimbat în cea de Părhăuți.
La începutul secolului al XVI-lea, satul Părhăuți se afla în stăpânirea familiei boierești Trotușan. Logofătul Gavriil Trotușan, personaj menționat în vechile cronici ale Moldovei, își avea aici curtea boierească, pe locul numit „La beci”. Mama logofătului, Maria, a decedat în anul 1506, iar piatra ei de mormânt se află în biserica satului. 
Biserica „Duminica Tuturor Sfinților” din Părhăuți a fost construită de către logofătul Gavriil Trotușan în anul 1522. Prezența în pronaosul bisericii a trei pietre de mormânt anterioare anului de construcție al lăcașului de cult (1494, 1506 și 1521) reprezintă o dovadă a faptului că logofătul Trotușan a zidit biserica sa în locul alteia mai vechi.
Deasupra intrării în pridvorul bisericii se află fixată o pisanie în limba slavonă, cu următorul text: „† Cu voia Tatălui, cu ajutorul Fiului și cu săvârșirea Sfântului Duh, robul lui Dumnezeu, Pan Gavriil Trotușan, logofăt, a zidit această biserică în numele Tuturor Sfinților, care au strălucit în toată lumea, pentru mântuirea sa și a soției sale Anna, în zilele evlaviosului și de Hristos iubitorului, Io Ștefan Voievod, Domnul Țării Moldovei, fiul lui Bogdan Voievod, la anul 7030 luna iunie 15”. (=1522)
Logofătul Gavriil Trotușan este un personaj istoric, prezent în cronicile Moldovei din prima jumătate a secolului al XVI-lea. El a îndeplinit diferite dregătorii în Moldova timp de 40 ani, sub cinci domnitori. A fost vistiernic și apoi logofăt. Cronicarul Grigore Ureche a scris despre el în Letopisețul țărâi Moldovei, de când s-au descălecat țara și de cursul anilor și de viiața domnilor carea scrie de la Dragoș vodă până la Aron vodă. Ureche îl numește „leu sălbatic și lup încruntat”, iar când vorbește de moartea logofătului declară: „Iani socotéște cum plătéște Dumnezeu celora ce fac rău”. 
În decembrie 1540, hatmanul Mihu și logofătul Trotușan au complotat pentru uciderea domnitorului Ștefan Lăcustă (1538-1540). Ei i-au convins pe slujitorii domnitorului să pătrundă în odaia unde dormea domnitorul și să-l omoare. După aceea, cei doi mari boieri, împreună cu alții, l-au pus ca domnitor pe boierul Alexandru Cornea (1540-1541), portarul Sucevei, care era fiul lui Bogdan al III-lea. Sosirea în Moldova a fostului domnitor Petru Rareș împreună cu o oaste turcească i-a speriat pe majoritatea boierilor moldoveni, care au trecut de partea fostului voievod căruia i-au cerut iertare. De partea lui Alexandru Cornea au rămas hatmanul Mihu, logofătul Trotușan și boierii Pătrașcu, Crasneș și Cozma. În lupta de la Galați, domnitorul a fost decapitat, iar Petru Rareș s-a îndreptat spre Suceava. După înscăunarea sa pe tron (1541), Petru Rareș i-a acuzat de trădare pe hatmanul Mihu, pe logofătul Trotușan și pe Crasneș și Cozma, i-a închis în Cetatea Romanului, i-a condamnat la moarte și apoi le-a tăiat capetele.
Gavriil Trotușan nu a fost înmormântat în ctitoria sa de la Părhăuți, cronicile nemenționând locul unde au fost îngropați boierii trădători uciși din ordinul lui Petru Rareș.

### Distrugeri și reparații
La sfârșitul secolului al XVII-lea, în timpul celor două campanii în Moldova (1686 și 1691) ale regelui polonez Ioan Sobieski al III-lea, biserica din Părhăuți a fost pustiită. O lungă perioadă de timp (după unii autori câțiva zeci de ani, după alții aproape un secol), lăcașul de cult a fost abandonat, rămânând fără acoperiș. Pe bolta exterioară a bisericii au crescut arbori și iarbă; în urma ploilor, tencuiala a căzut și pictura s-a distrus.
Nu există documente sau inscripții care să aducă informații cu privire la momentul când s-a reparat biserica. După informațiile orale, abia pe la sfârșitul secolului al XVIII-lea un mazil pe nume Calmuțchi, împreună cu întreg satul, ar fi acoperit lăcașul de cult. În anul 1810, biserica a fost dotată cu un clopot, pe cheltuiala lui Ilie Calmuțchi. Inscripția de pe clopot atestă următoarele: "S-au făcut prin silința dumisale, Ilie Calmuțchi și a tot satu Părhăuți, 1810"".
O serie de reparații s-au efectuat după primul război mondial. Atunci s-au tencuit parțial pereții bisericii. Cu cheltuiala enoriașilor, s-au făcut unele lucrări de întreținere: s-a înlocuit în mai multe rânduri acoperișul de draniță, s-au refăcut clopotele crăpate din cauza îndelungatei lor folosințe etc.
În anul 1994, în timpul păstoririi preotului-paroh Viorel Vârlan, cimitirul parohiei a fost împrejmuit cu un gard din piatră.
În decursul timpului, biserica a fost cercetată de mari personalități culturale din România: Nicolae Iorga, Simion Florea Marian, Petru Comarnescu, Virgil Vătășianu, Vasile Drăguț, Nicolae Grămadă, Leca Morariu ș.a., care au apreciat valoarea acestui monument. Academicianul Virgil Vătășianu spunea că biserica din Părhăuți „are ceva din măreția piramidelor din Egipt”.
La 22 iunie 1997, a avut loc aniversarea a 475 de ani de la zidirea bisericii din Părhăuți. S-a celebrat o slujbă arhierească de către arhiepiscopul Pimen Zainea al Sucevei și Rădăuților, înconjurat de un sobor de preoți. Cu acest prilej, s-a amplasat o placă comemorativă pe care scrie: „Inițiativa credincioșilor din Părhăuți de a sărbători 475 de ani de la zidirea bisericii este pilduitoare și dragă sufletului nostru, pentru că este un mod de a ține mereu aprinsă candela credinței strămoșești și spiritualității românești, pentru a ne lumina calea spre mântuire nouă și urmașilor noștri“.
Din cauza faptului că biserica începuse să se degradeze, ea a fost închisă în anul 2004 pentru efectuarea de lucrări de consolidare și restaurare. La 23 martie 2004 s-a sfințit locul unde urma să se ridice o capelă de lemn pentru săvârșirea slujbelor religioase în timpul cât biserica monument istoric ar fi fost închisă. Capela din lemn, cu hramurile „Sf. Mare Mucenic Gheorghe“ și „Ștefan cel Mare și Sfânt“, a fost sfințită la 19 decembrie 2004 de către arhiepiscopul Pimen, înconjurat de un sobor de preoți.
În anul 2009, biserica din Părhăuți a fost prezentată în programul „Restaurare”, realizat de către Televiziunea Română, în colaborare cu instituții ale statului specializate în domeniul artei și culturii. Lăcașul de cult necesita urgente lucrări de restaurare din cauza degradării construcției și a picturilor interioare.
În prezent, acest lăcaș de cult nu mai păstrează nici un fel de mobilier vechi sau vreun obiect de cult cu valoare istorică sau artistică.

## Descrierea bisericii

### Arhitectură
Biserica "Duminica Tuturor Sfinților" din Părhăuți este o construcție masivă de piatră, cu ziduri groase, care face trecerea de la stilul ultimelor biserici moldovenești ale epocii lui Ștefan cel Mare (1457-1504) către stilul bisericilor din epoca lui Petru Rareș (1527-1538, 1541-1546). Monumentul a fost construit în perioada domniei lui Ștefăniță Vodă (1517-1527), în care a existat un conflict violent între domnitor și boieri, ce s-a sfârșit cu asasinarea voievodului.
Biserica are plan dreptunghiular, fără abside laterale și turle, asemănându-se ca stil și soluție constructivă cu alte monumente precum bisericile din Borzești, Dobrovăț, Piatra Neamț, Reuseni, Vaslui sau Volovăț. Absida altarului are formă semicirculară. Lăcașul de cult este luminat prin cinci ferestre înguste și mici (câte două dispuse simetric pe fațadele de sud și de nord și una în axa absidei altarului), care sunt încadrate de muluri încheiate cu un arc în plin cintru.
Aspectul unic al acestui edificiu religios este dat de pridvorul deschis cu etaj. În încăperea de la parter se intră prin cele două arcade ale pridvorului dispuse în zidul de vest, care duc la ușa pronaosului. Această încăpere are două bolți mari; pe pereții săi sunt pictate scene din viața Sfântului Ierarh Nicolae. În colțul de sud al pridvorului se află o scară în spirală, prin care se ajunge la încăperea clopotelor aflată la etaj. Această încăpere are patru arcade: două către vest (simetrice celor de la parter) și câte una spre sud și spre nord. 
În interior, biserica este împărțită în pridvor, pronaos, naos și altar. Pridvorul este deschis. Între pronaos și naos se află un perete despărțitor. Deasupra pronaosului și naosului se află câte o boltă semicilindrică.

### Iconografie
Pictura interioară a fost realizată după anul 1530, asemănându-se din punct de vedere iconografic și stilistic cu cea a Bisericii „Sf. Gheorghe” din Suceava. Frescele cele mai bine păstrate se află în pridvor.
Pictura bisericii din Părhăuți are trei aspecte distinctive: tabloul votiv, scena „Pieta” din firida proscomidiarului și îmbrăcămintea sfinților.
Picturile din pronaos sunt rău păstrate și retușate; este de menționat icoana Maicii Domnului (Vlacherniotissa) de pe bolta pronaosului. Icoanele pictate în naos se disting destul de greu; pe calota bolții este Iisus Pantocrator, iar pe pandantivi cei patru evangheliști, pe pereții laterali sunt două rânduri de picturi ale mucenicilor. În stânga intrării se află Sfinții Constantin și Elena, iar în dreapta este tabloul votiv. Spre deosebire de alte tablouri votive, în cel de la biserica din Părhăuți ctitorul nu ține în mână chivotul bisericii, ci este condus de Maica Domnului înaintea tronului Mântuitorului Iisus Hristos. Fața logofătului a fost reînnoită cu tencuială, iar îmbrăcămintea sa reflectă hainele de la curtea suceveană.
Scena „Pieta” (a punerii lui Iisus în mormânt) din nișa proscomidiarului, relevă o influență a picturii venețiene din secolul al XVI-lea, în Moldova acelor vremuri.

### Necropolă boierească
În biserică se află șase morminte, unul în naos și alte cinci în pronaos. Pe pardoseala din naosul bisericii se află o piatră funerară, având în mijloc un ornament cu o floare îmbobocită într-un vas. Pe marginea pietrei se află următoarea inscripție: "Acest mormânt l-a împodobit robul lui Dumnezeu Ieremie Murguleț, fiicei sale ... Anisia, în anul 7133 oct. 23" (=1624).
În pronaos sunt alte cinci morminte acoperite cu pietre funerare. Trei pietre datează de dinaintea construirii actualei biserici, provenind probabil de la un lăcaș de cult mai vechi. Cea mai veche piatră datează din anul 1494 și aparține unui boier cu numele de Anjincu. Este împodobită la mijloc cu frunze decorative și are următoarea inscripție: "Acest mormânt este al robului lui Dumnezeu Pan Anjincu, vameșul, care s-a mutat la veșnicile lăcașuri. Veșnica lui pomenire. În anul 7002 luna noiembrie 4" (=1494).
Alte două morminte sunt ale mamei și ale primei soții a logofătului Trotușan. Pe piatra de mormânt a mamei logofătului stă scrisă inscripția: "Acest mormânt l-a înfrumusețat robul lui Dumnezeu Pan Trotușan, vistiernic, mamei sale, roaba lui Dumnezeu Maria, care s-a mutat la veșnicile lăcașuri în anul 7014 luna februarie 14" (=1506).
Prima soție a logofătului, Anna, era fiica marelui boier Luca Arbore. Piatra sa funerară se află în partea dreaptă a pronaosului și are inscripția următoare: "Acest mormânt l-a înfrumusețat robul lui Dumnezeu Pan Gavriil Trotușan soției sale, roaba lui Dumnezeu Anna, care s-a mutat la veșnicile lăcașuri și-a fost înmormântată aici în anul 7029 luna decembrie 2" (=1521).
A patra piatră de mormânt din naos are următoarea inscripție: "Această piatră de mormânt a făcut-o Irimie Murguleț mamei sale Anastasia, care s-a mutat la veșnicile lăcașuri și a fost înmormântată aici în anul 7173 luna aprilie 3" (=1665).
Inscripția de pe a cincea piatră funerară este ștearsă; ea este scrisă în limba română și se disting doar câteva litere și o dată: "Rob... cu... și a... b...să șei...a... mnul pe ti... vleat 7219 mai 20..., Dimitrie Cantemir Voievod" (=1711).

## Imagini

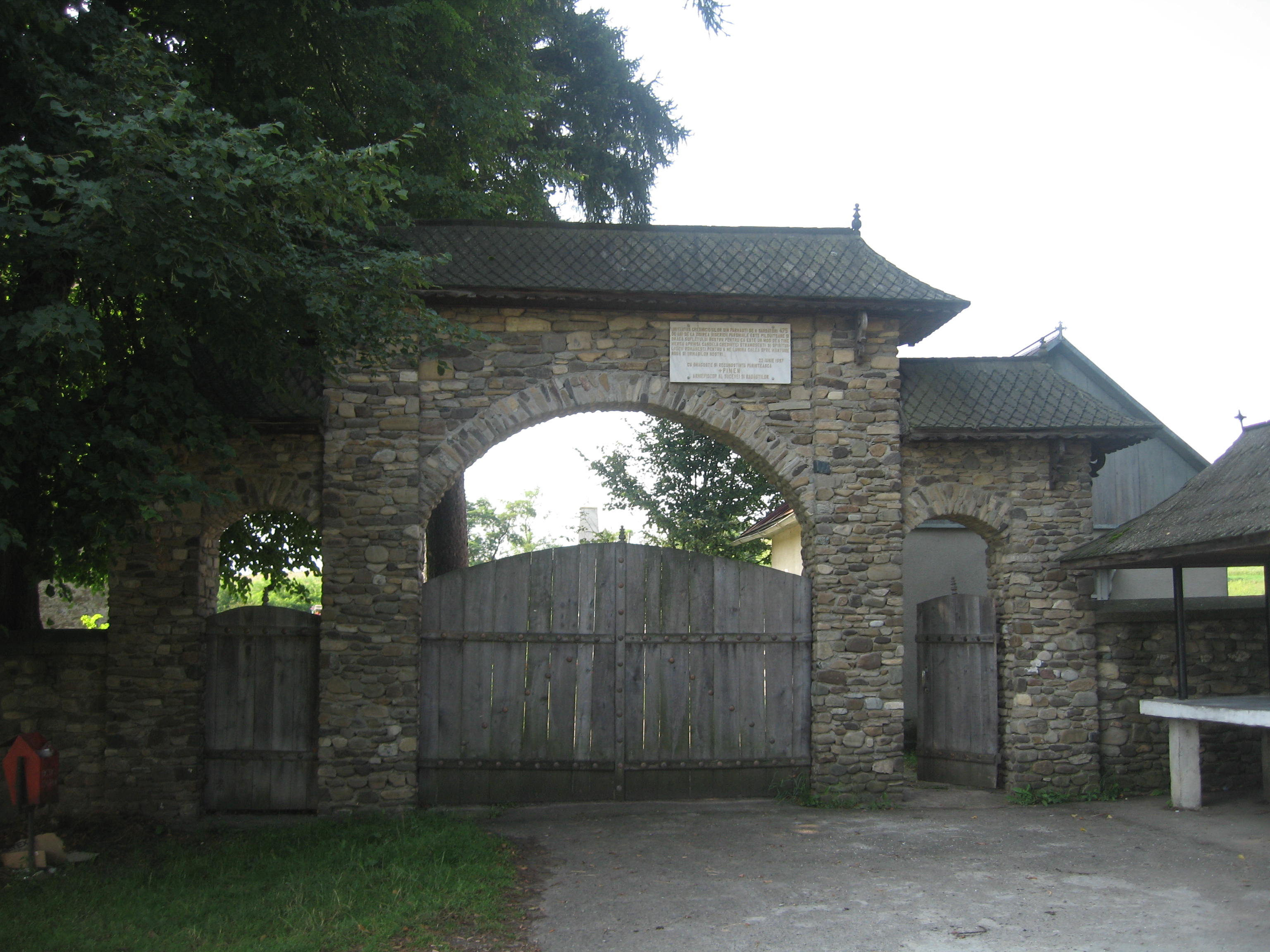
Poarta de intrare în cimitir
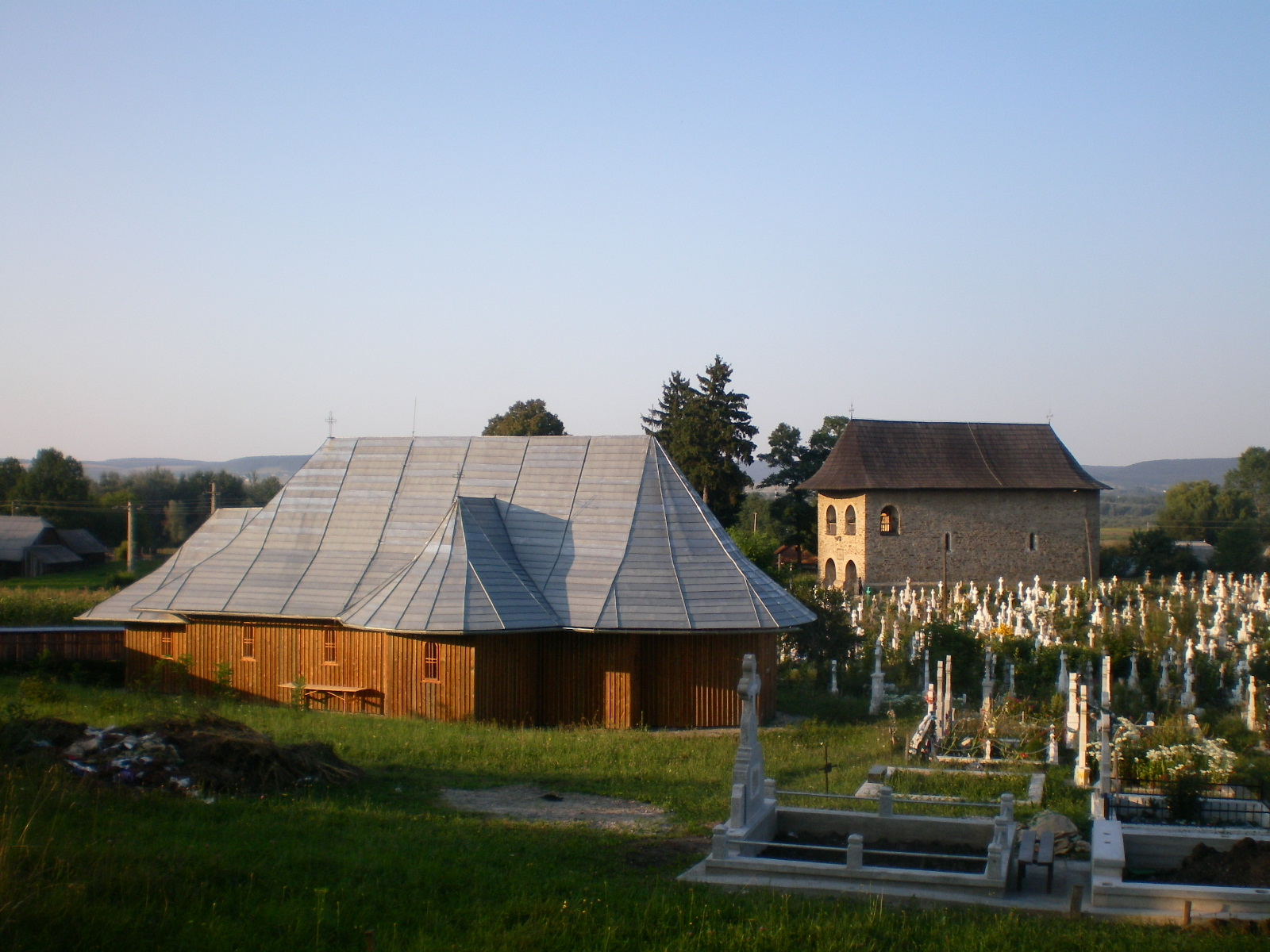
Biserica veche şi biserica nouă de lemn
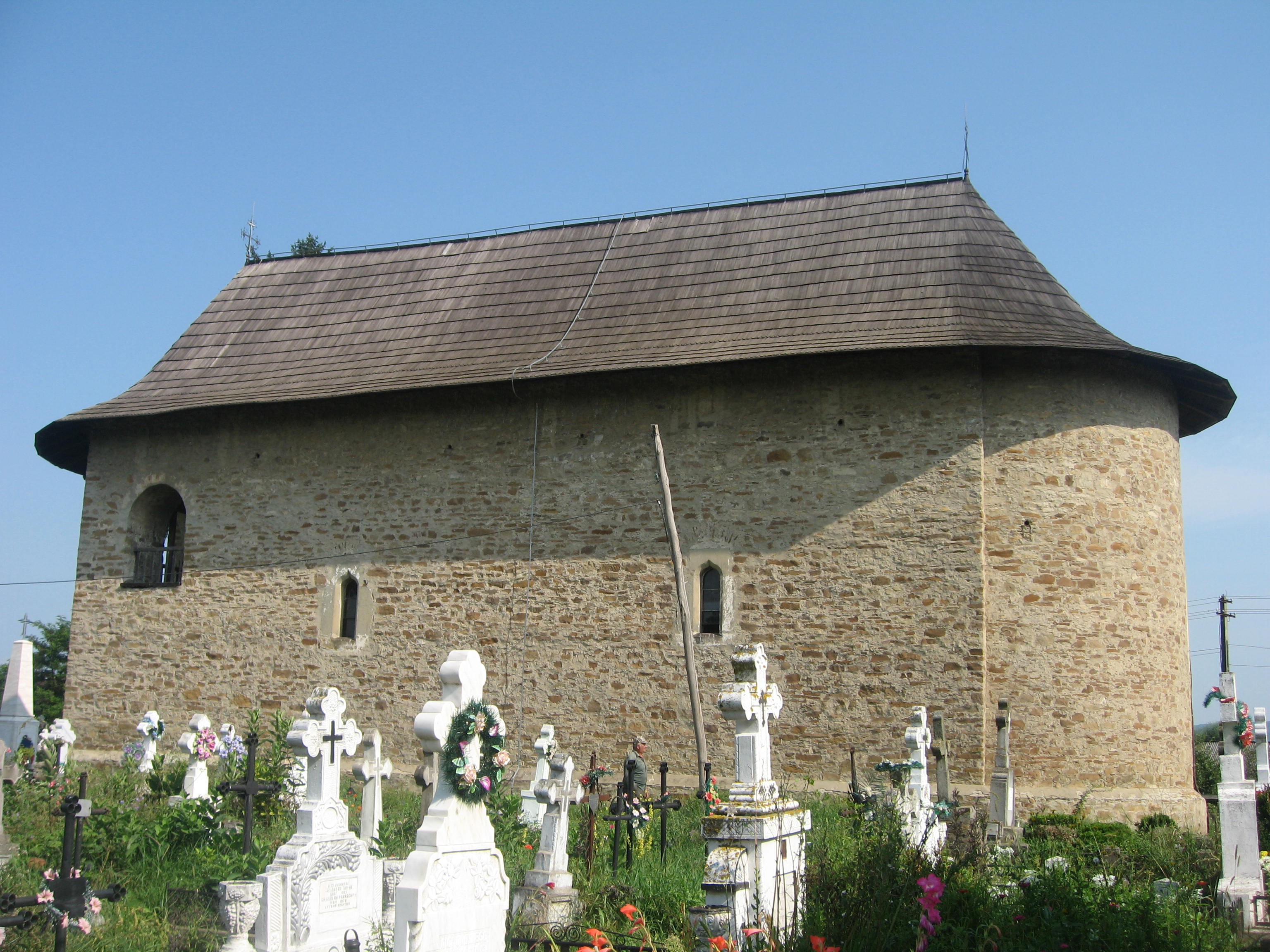
Latura sudică
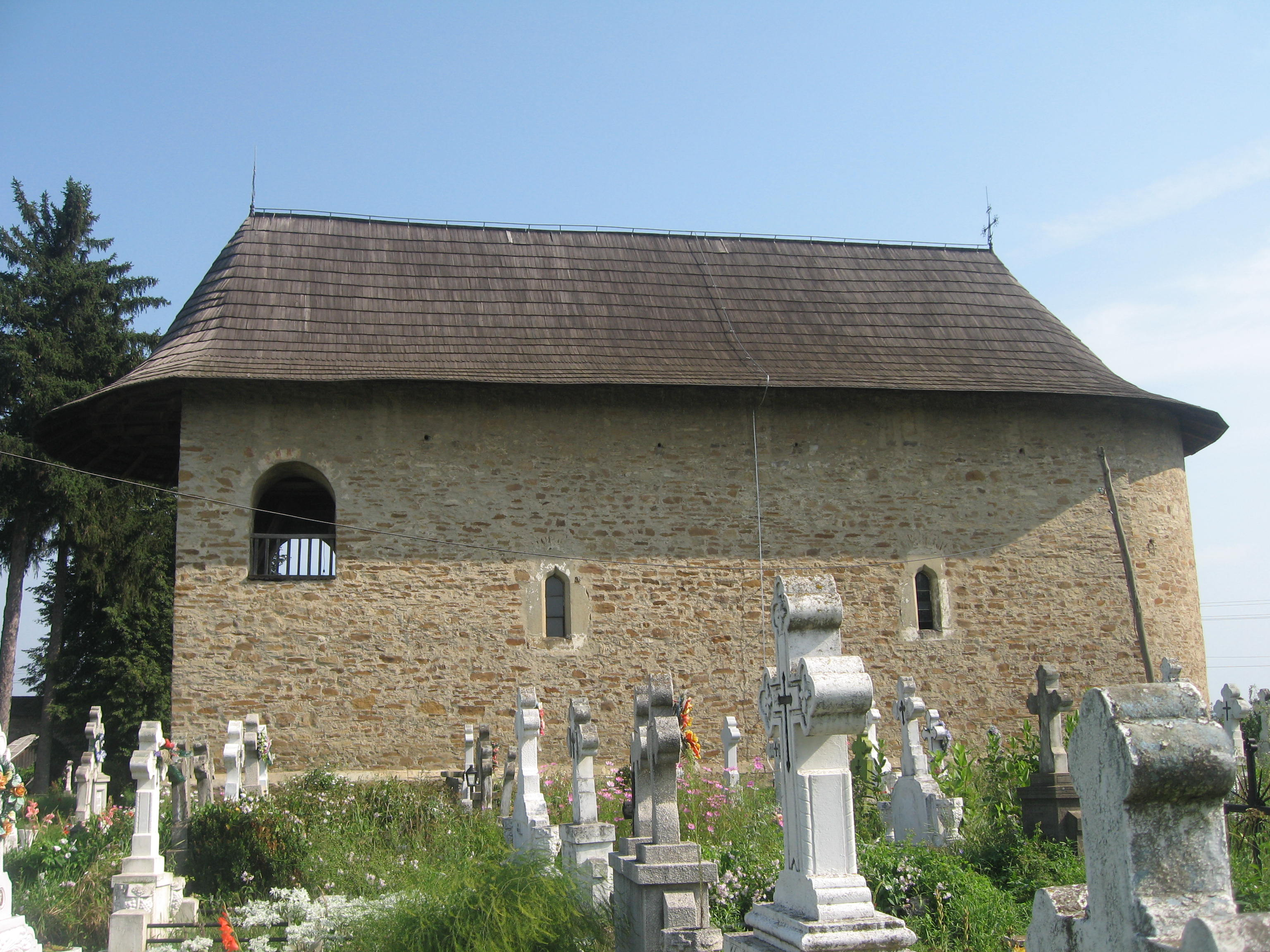
Latura sudică
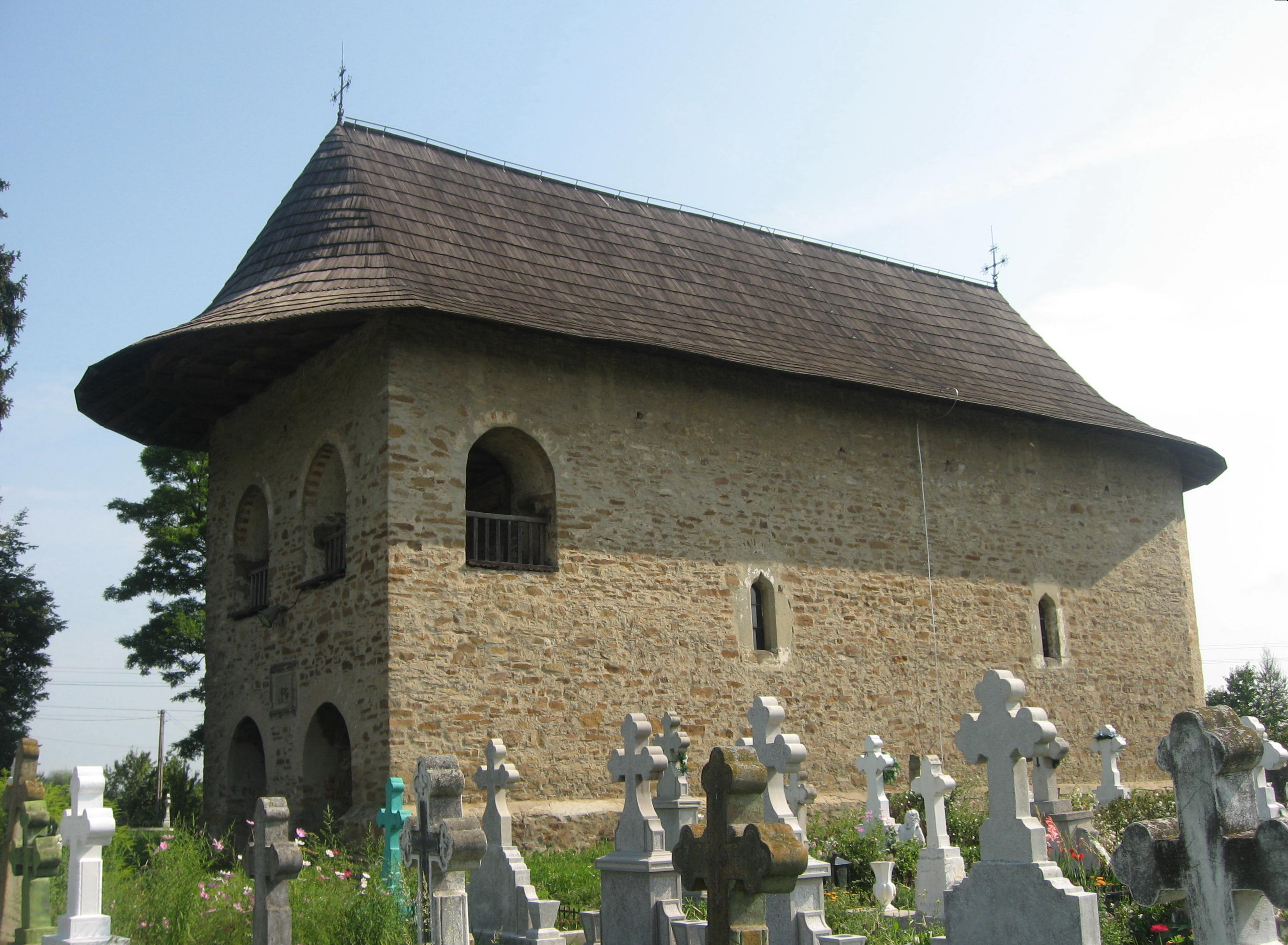
Biserica văzută dinspre sud-vest
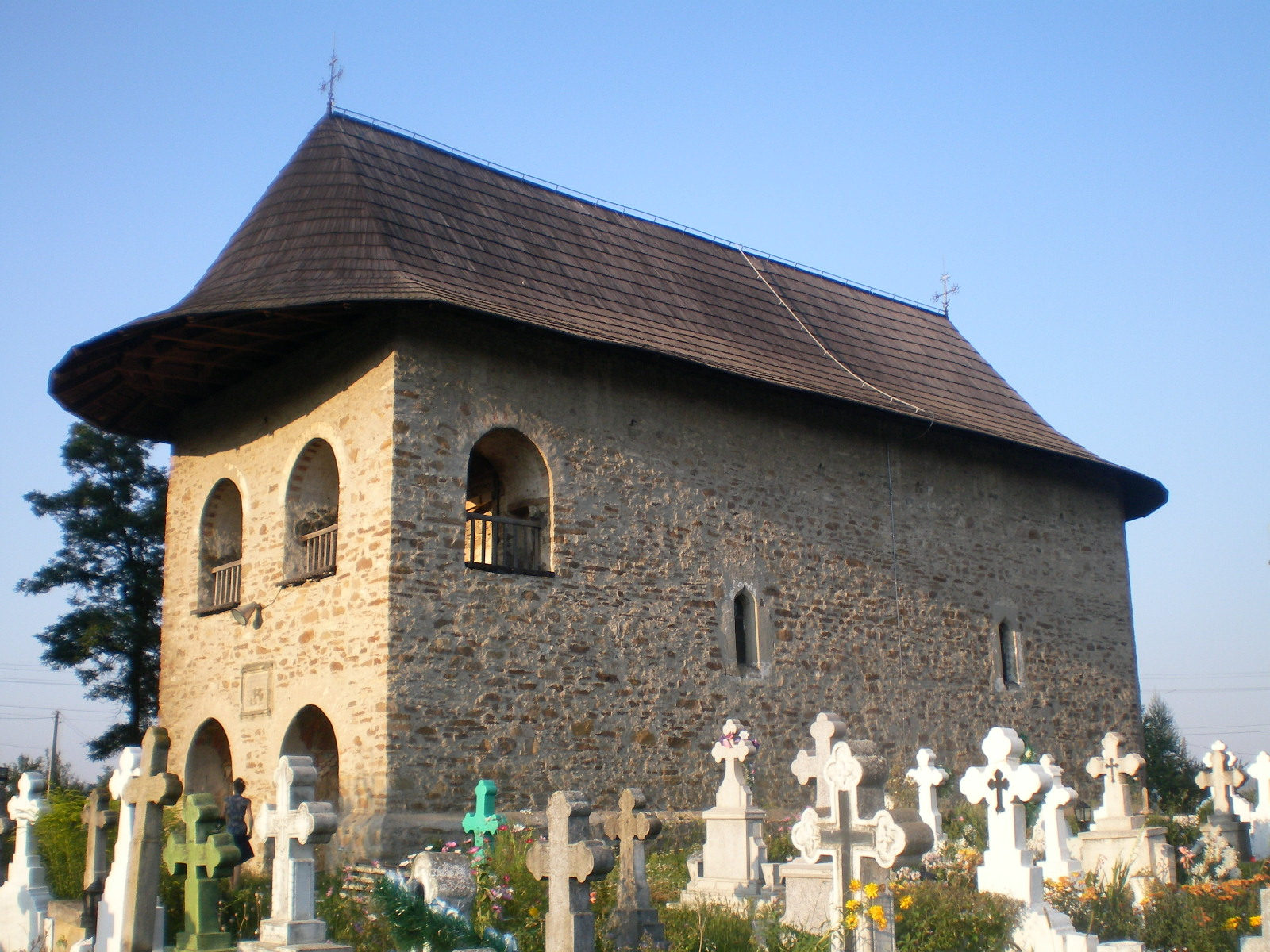
Biserica văzută dinspre sud-vest
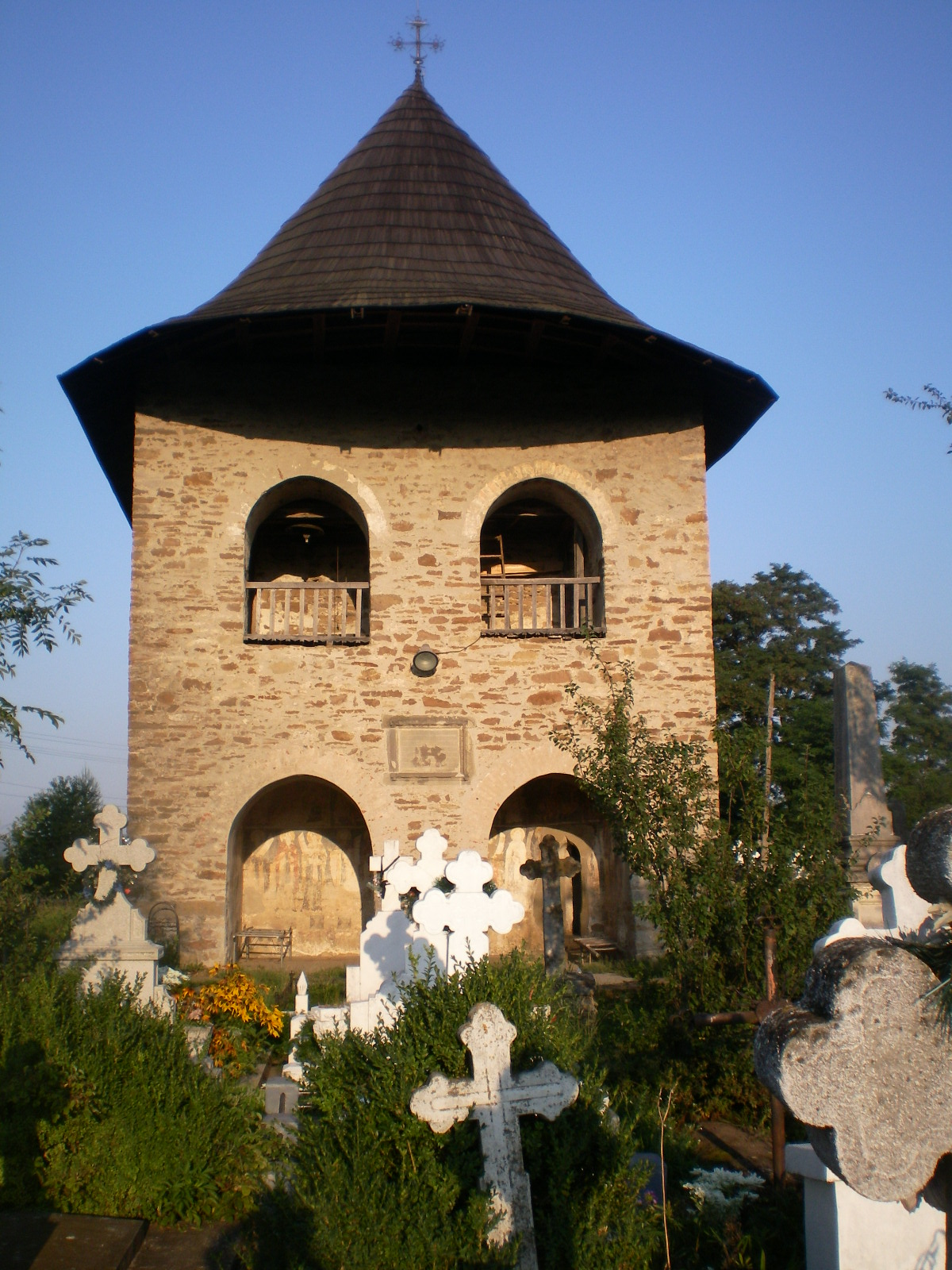
Latura de vest
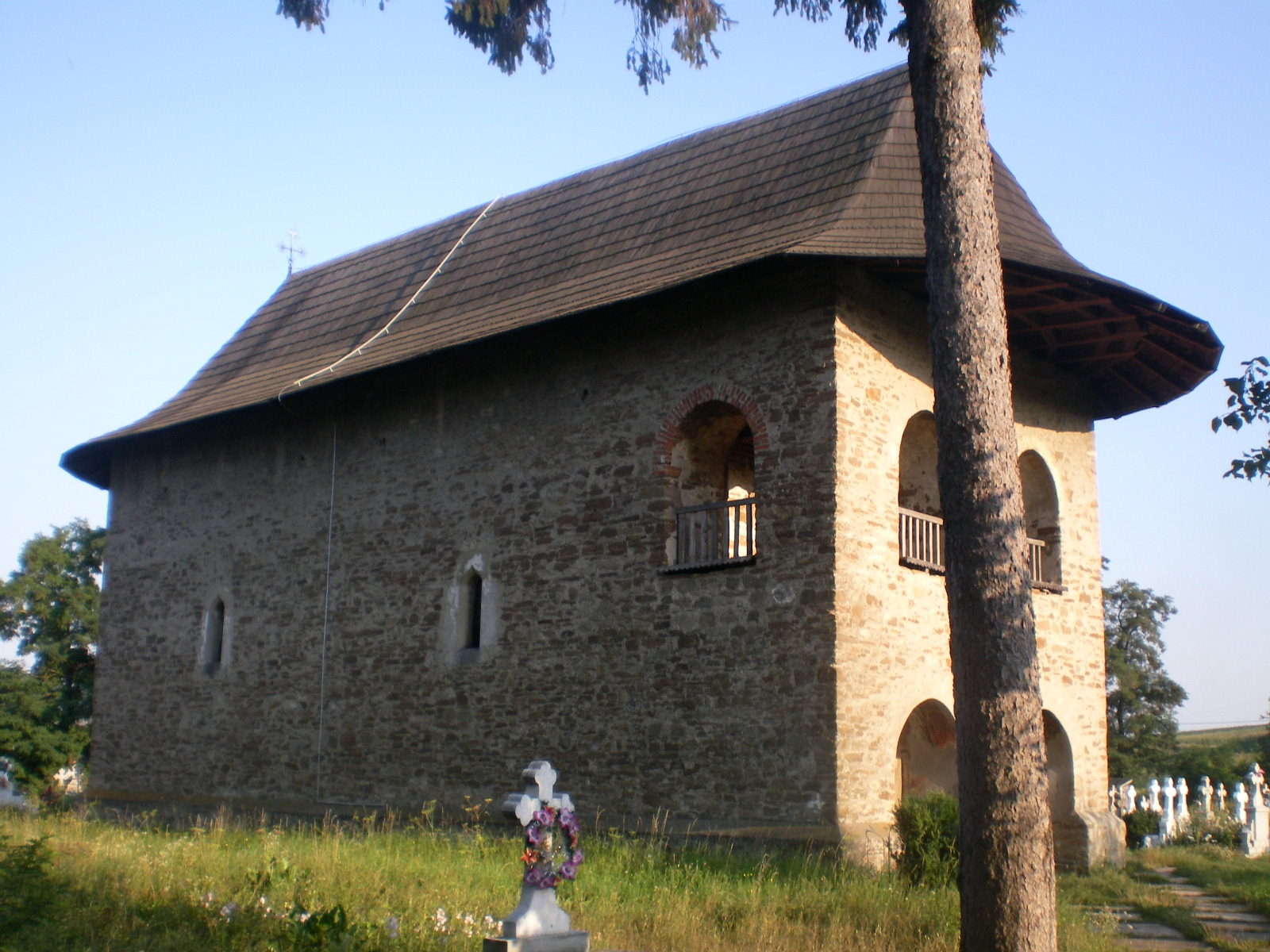
Biserica văzută dinspre nord-vest
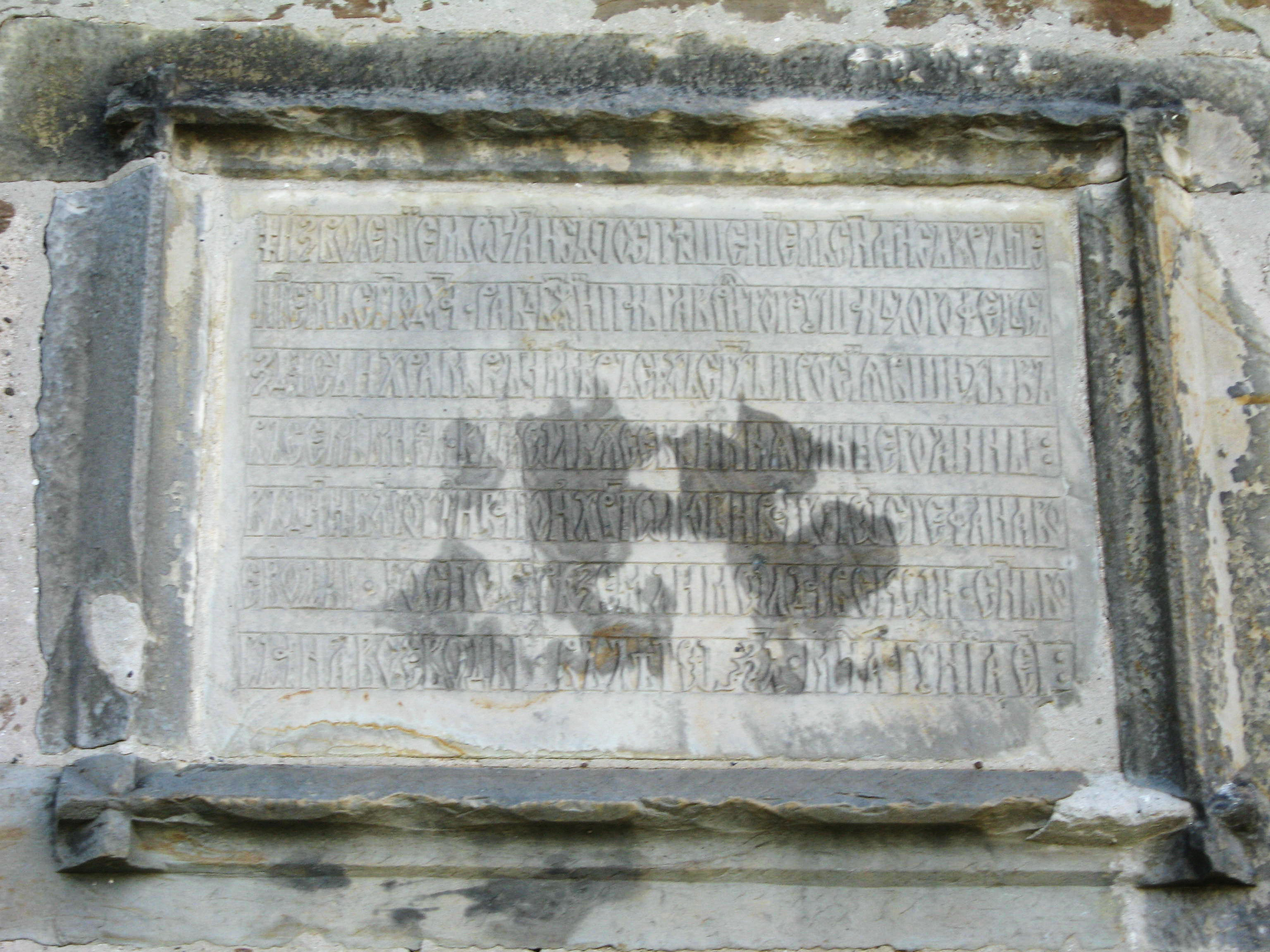
Pisania
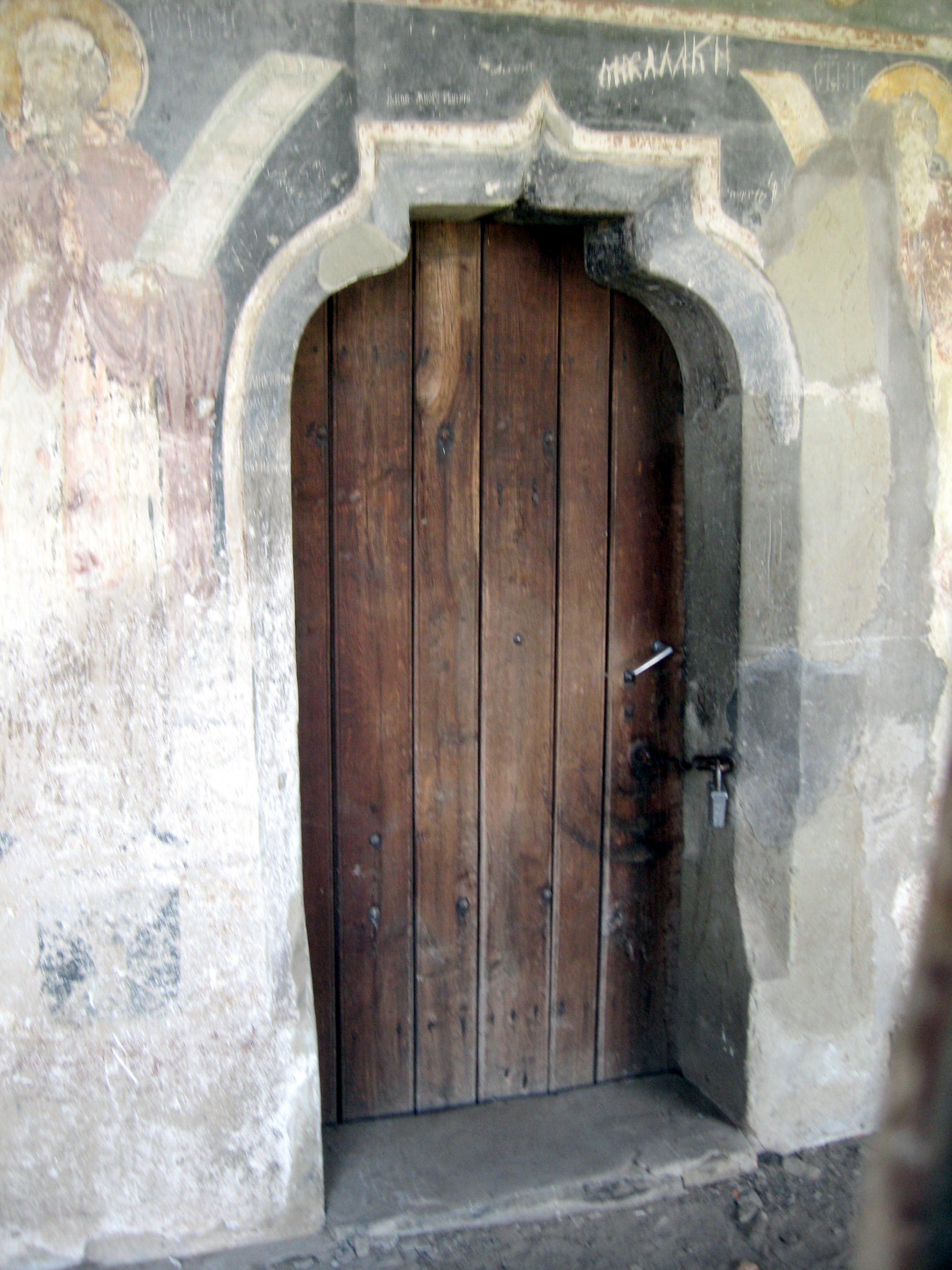
Portalul de intrare în pronaos
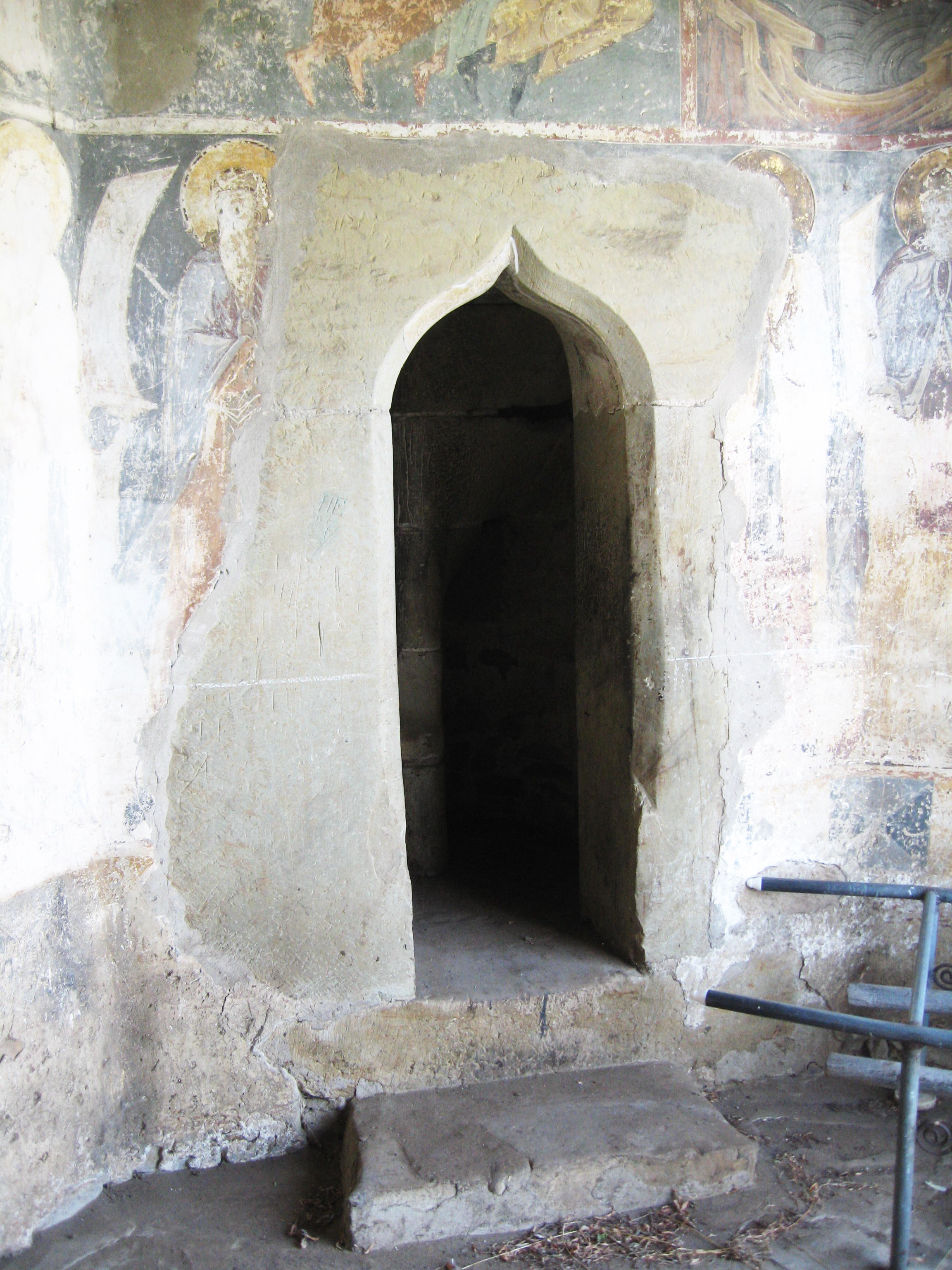
Scara pe unde se urcă la etajul pridvorului
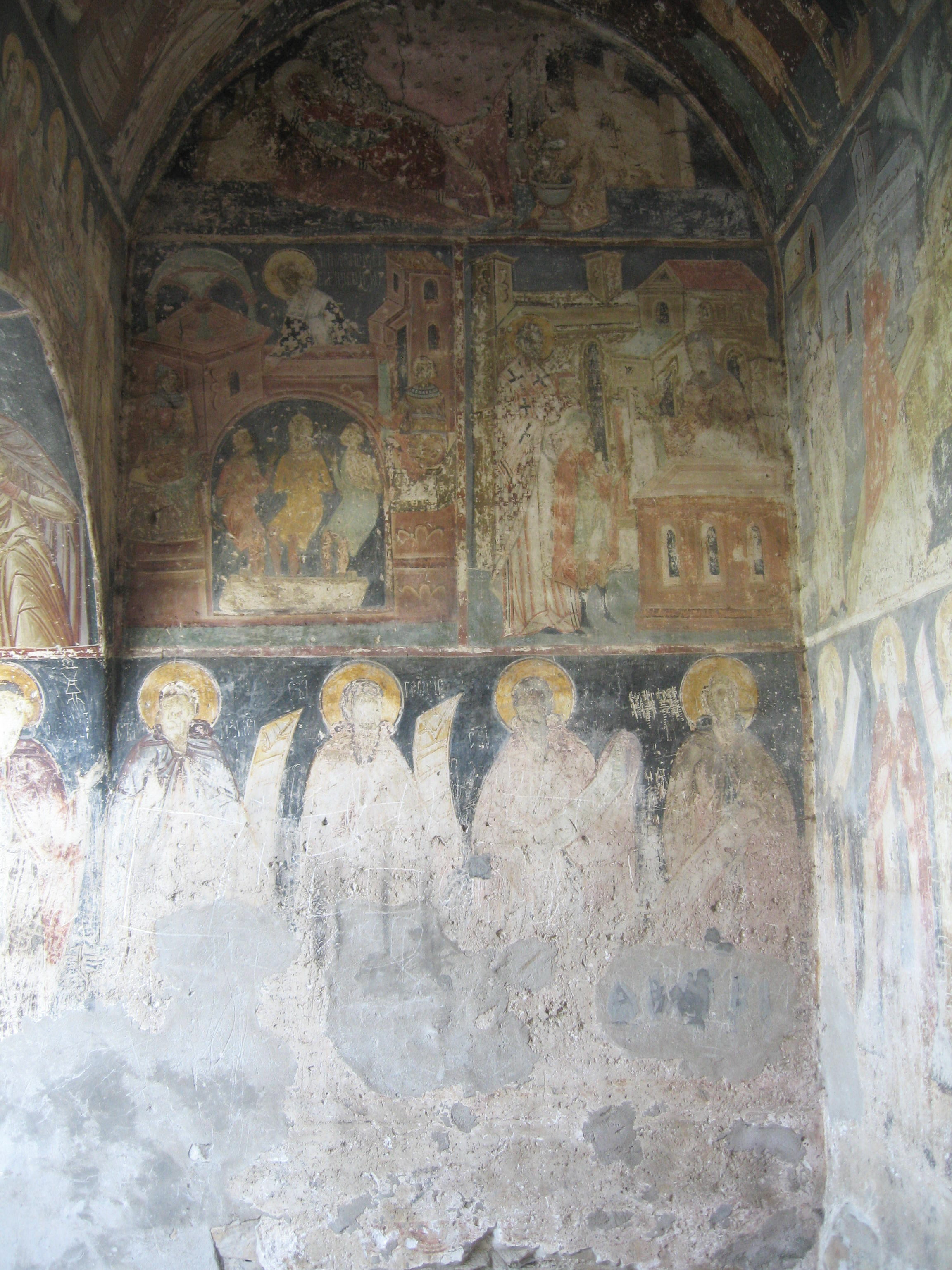
Pictură murală pe zidul nordic al pridvorului
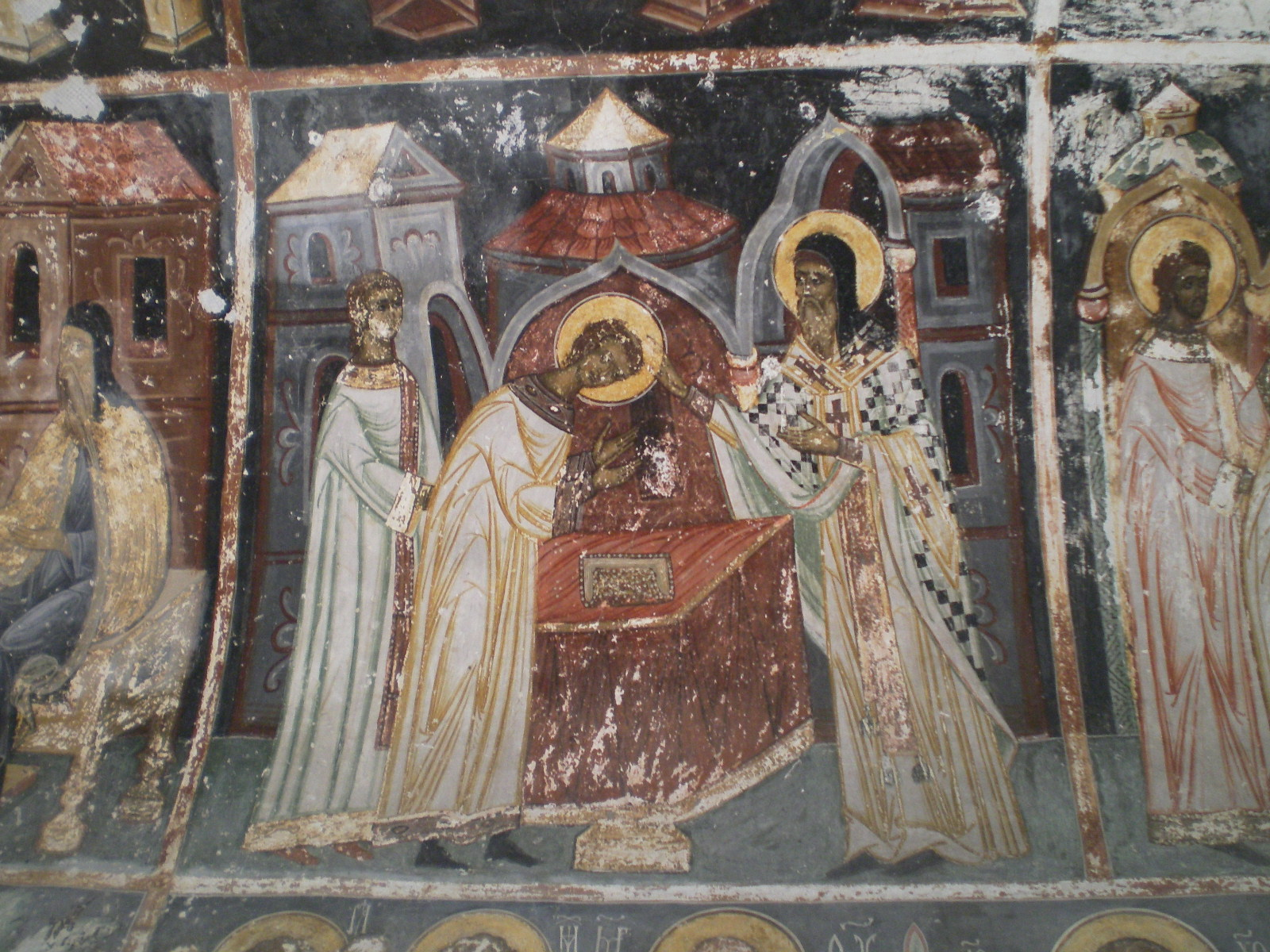
Pictură murală pe bolta exonartexului
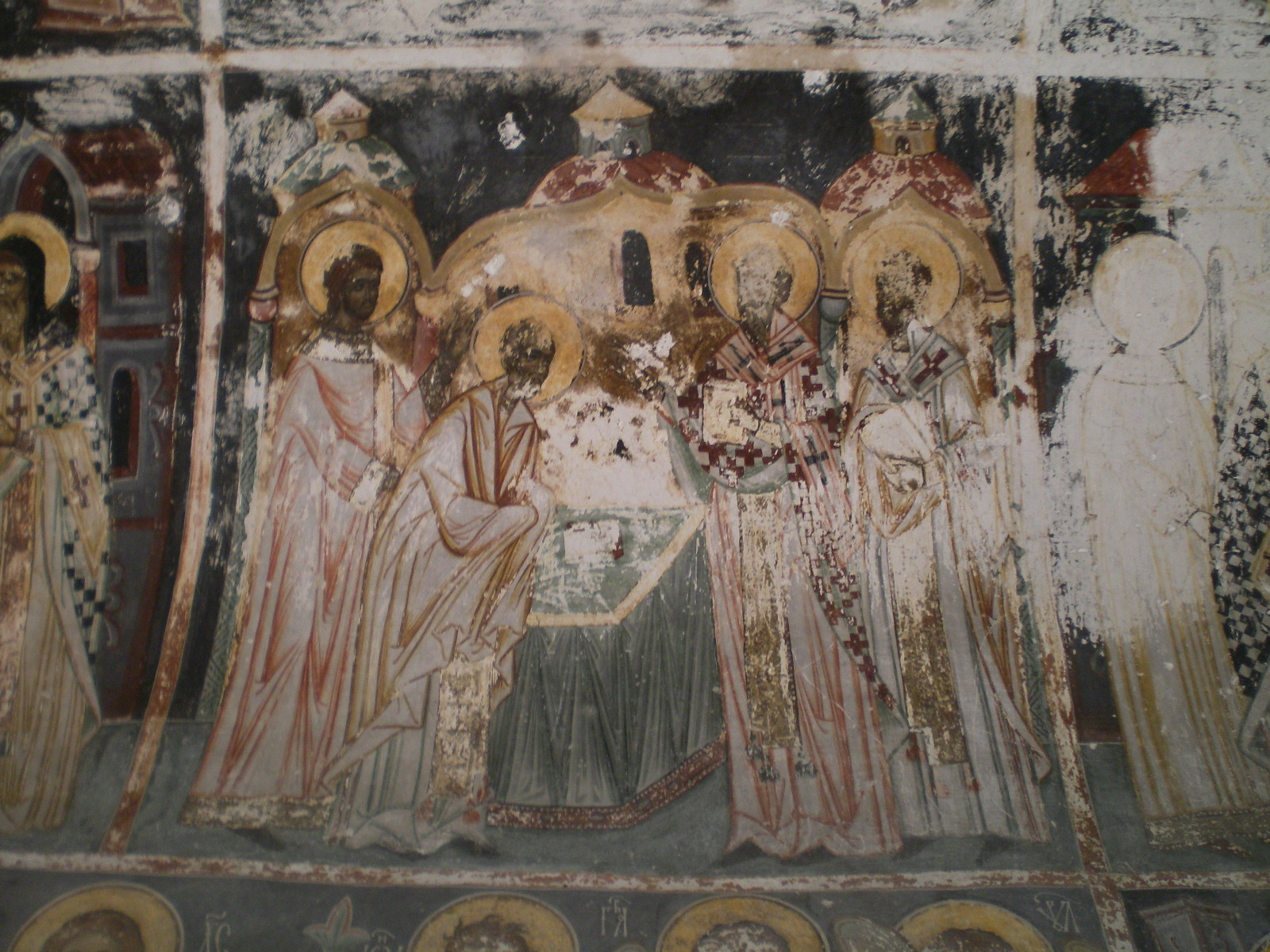
Pictură murală pe bolta exonartexului
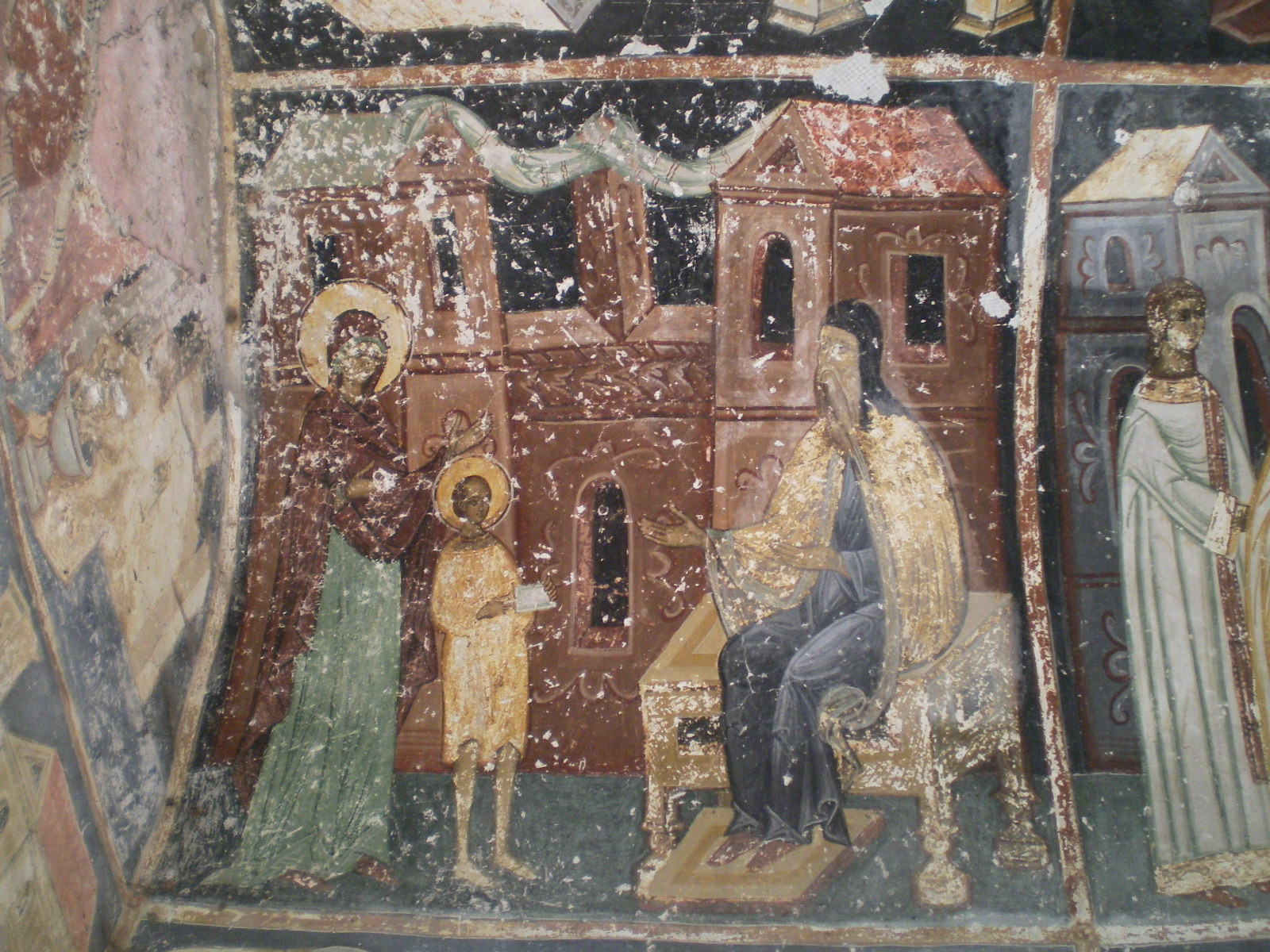
Pictură murală pe bolta exonartexului
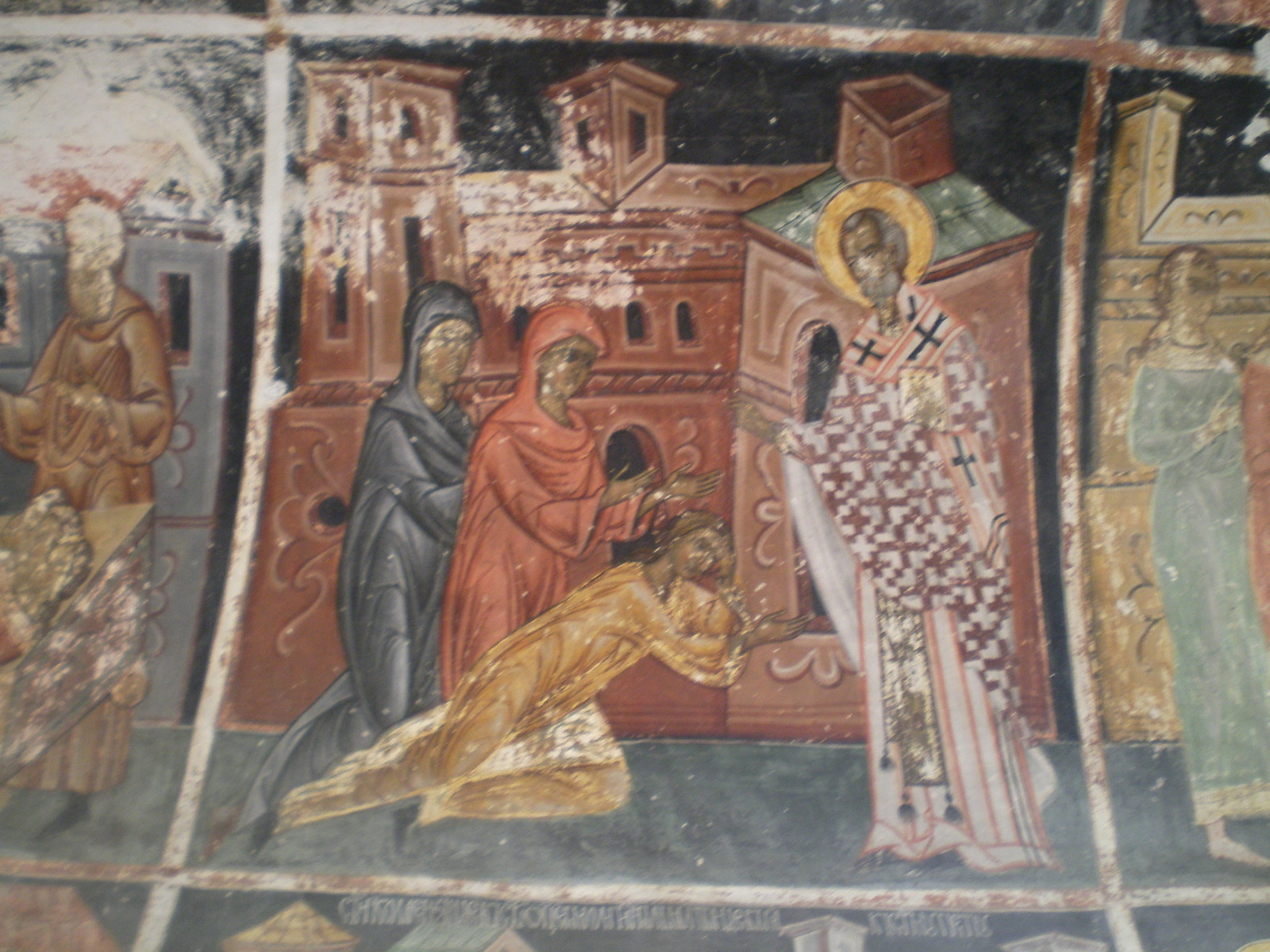
Pictură murală pe bolta exonartexului
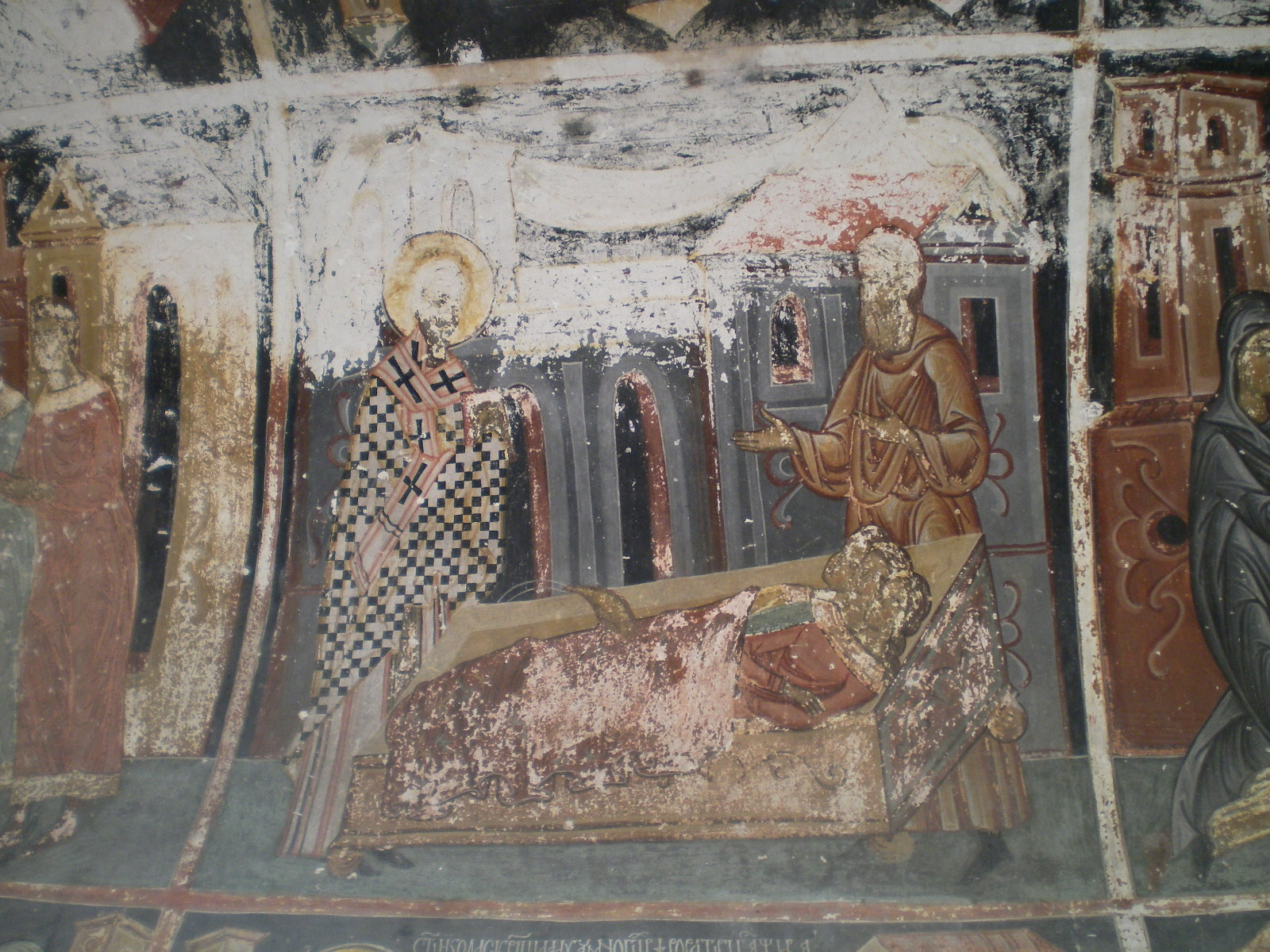
Pictură murală pe bolta exonartexului
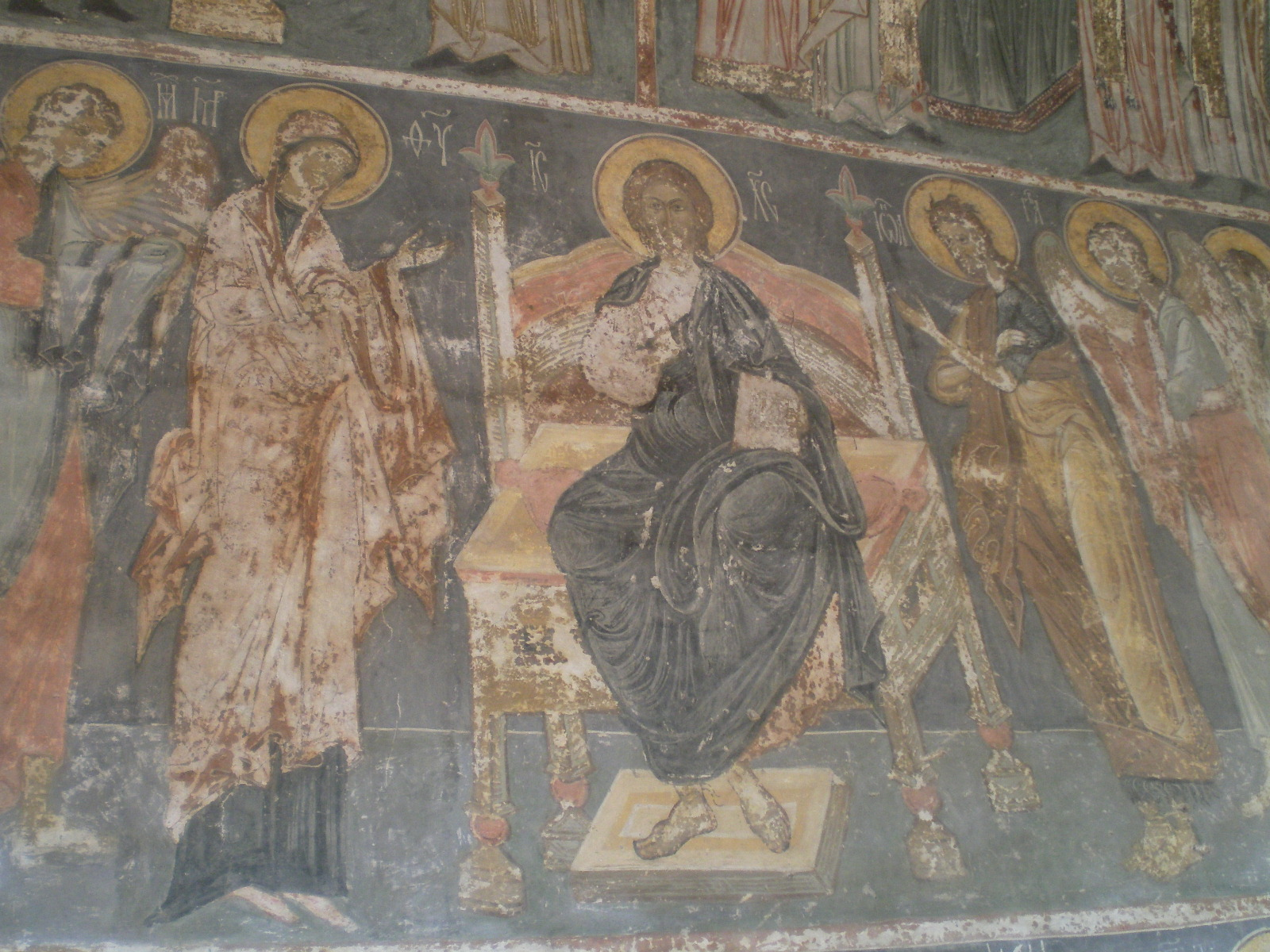
Pictură murală pe bolta exonartexului
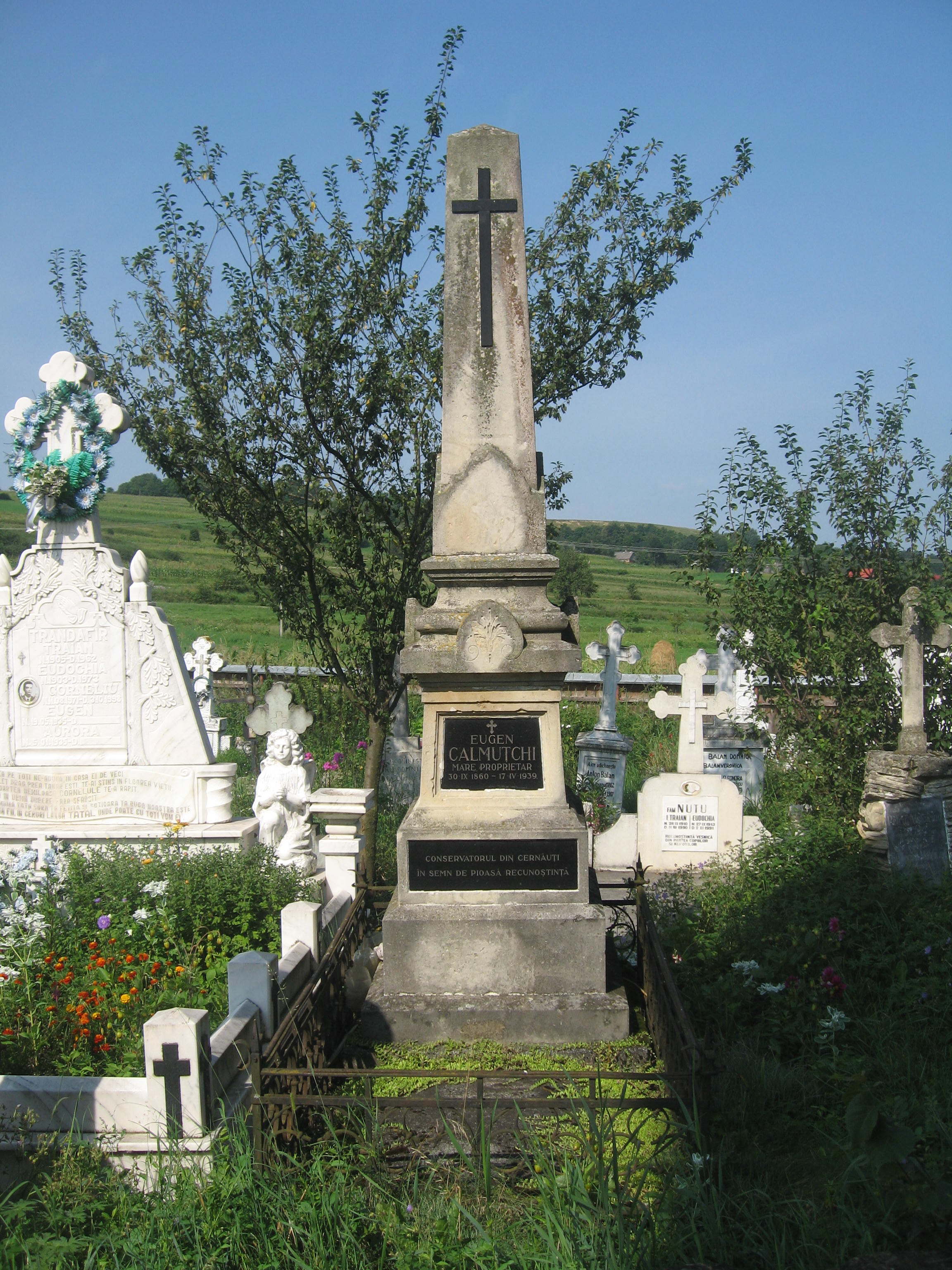
Mormântul marelui proprietar Eugen Calmuţchi (1860-1939)